# (6718) Beiglböck
(6718) Beiglböck ist ein Asteroid des Hauptgürtels, der am 14. Oktober 1990 von den deutschen Astronomen Freimut Börngen und Lutz D. Schmadel an der Thüringer Landessternwarte Tautenburg (IAU-Code 033) im Tautenburger Wald in Thüringen entdeckt wurde.
Der Asteroid gehört zur Koronis-Familie, einer großen Asteroidenfamilie mit Asteroiden vom C-Typ, die meist aus Gestein bestehen, die nach (158) Koronis benannt ist.
Der Asteroid wurde am 8. Dezember 1998 nach dem österreichischen Mathematiker und Physiker Wolf Beiglböck (1939–2024) benannt, der 1974 wissenschaftlicher Rat und Professor an der Ruprecht-Karls-Universität Heidelberg wurde und sich mit geometrischen Methoden in der mathematischen Physik, Allgemeiner Relativitätstheorie, Darstellungstheorie von Gruppen und Harmonischer Analysis befasste.